# Hague (région naturelle)
Ne doit pas être confondu avec La Hague (commune).
Pour les articles homonymes, voir Hague.
La Hague est une péninsule du Cotentin située au nord-ouest du département français de la Manche. Depuis le 1er janvier 2017, la région se confond presque entièrement avec le territoire de la commune nouvelle de La Hague, formée par la fusion des communes de l'ancienne Communauté de communes de la Hague, mais elle déborde les limites de la commune vers le sud sur Querqueville et quelques autres localités. La Hague offre des paysages remarquables et sauvages et a gardé, pour l'essentiel, ses villages et son habitat traditionnel. Dans la Hague, se trouve le site de l'usine de retraitement de déchets nucléaires, souvent désigné comme « le site de la Hague » et par raccourci « la Hague ».

## Géographie
Le doyenné de la Hague était délimité au sud par la rivière Diélette (qui se jette près du cap de Flamanville, à l'est le fleuve Divette (qui se jette dans la mer à Cherbourg-en-Cotentin) et à l'ouest et au nord par la mer de la Manche. Ainsi, outre les vingt paroisses de l'actuel canton de Beaumont-Hague, il comprenait également Siouville-Hague, Héauville, Teurthéville-Hague, Sideville, Nouainville, Querqueville, les paroisses d'Équeurdreville et Hainneville, et Octeville. Aujourd'hui, seule la communauté de communes de la Hague, unique intercommunalité à être entièrement sur ce territoire, communique sous ce nom.

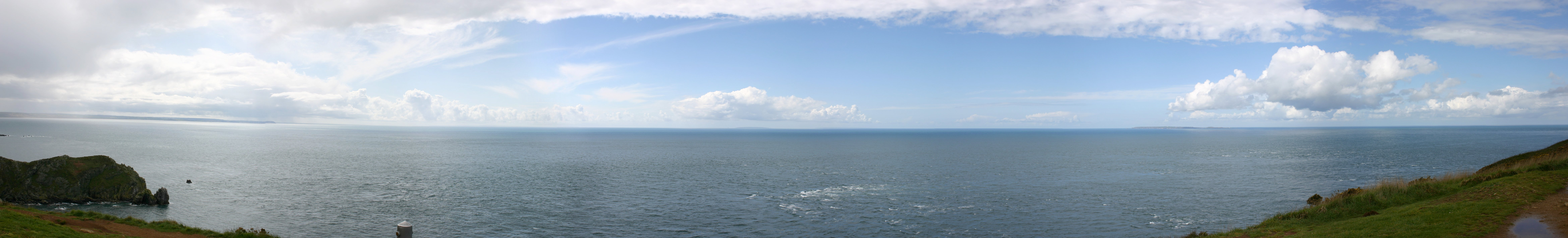
Panorama depuis le nez de Jobourg.

Il s'agit donc d'une petite péninsule à l'angle nord-ouest de la péninsule du Cotentin et du département de la Manche, avec deux caps remarquables :
- le cap de la Hague au sens strict (49° 43′ 36″ N, 1° 56′ 17″ O), à Auderville, avec le port de Goury et son phare
- le nez de Jobourg (49° 40′ 18″ N, 1° 56′ 26″ O), aux roches datant du Paléoprotérozoïque (deux milliards d'années).

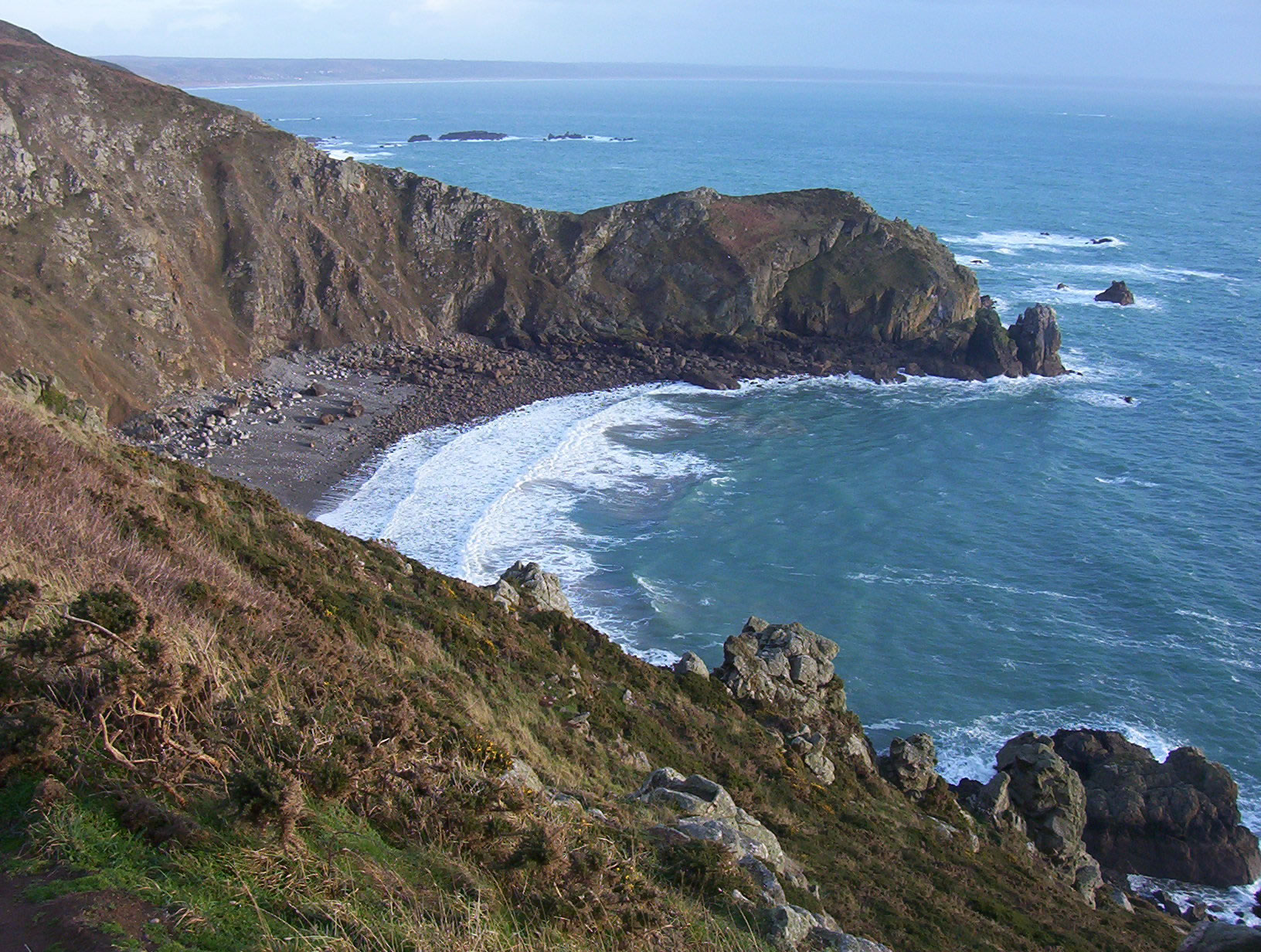
Le nez de Jobourg.

La Hague présente un littoral varié : falaises abruptes (entre Urville-Nacqueville et Omonville-la-Rogue, et entre Auderville et Vauville), au pied desquelles se trouve une succession de baies, grandes plages (Urville-Nacqueville et tout au long de Biville et Vauville), îlots et platiers rocheux (cap de la Hague, pointe de Jardeheu, Saint-Germain-des-Vaux…), massifs dunaires (Biville), grèves de galets (Anse Saint-Martin), marais arrière-littoraux (Mare de Vauville), landes et vallons boisés (Hubiland, Sabine…). La côte est également agrémentée de petits ports (Goury, le Houguet, Port Racine, Port du Hâble…) et de mouillages. Ces paysages souvent associés à des champs entrecoupés des blancs murets de pierre font que cette région est surnommée parfois la « petite Irlande ».

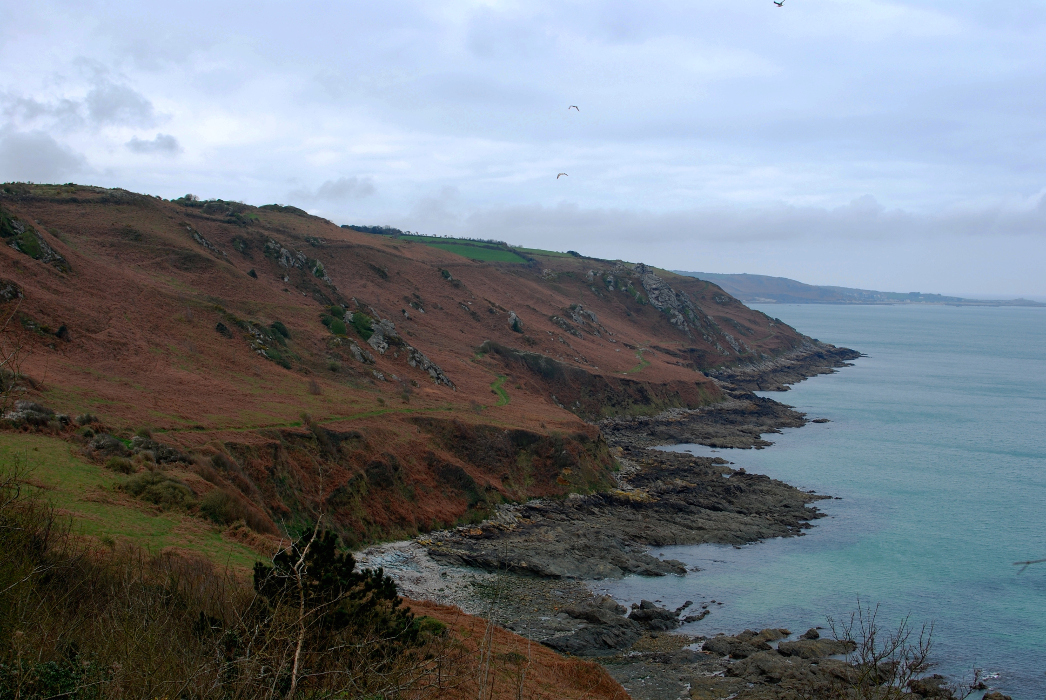
Sentier des douaniers le long de la côte

La proximité de la mer et l'influence du Gulf Stream font que la région ne connaît généralement pas le gel. C'est donc un lieu important pour les oiseaux migrateurs en hiver (mare de Vauville), les bécasses. Le jardin botanique de Vauville expose de nombreuses plantes de l'hémisphère sud.
La Hague est séparée des îles Anglo-Normandes par le raz Blanchard. Elle fait partie de l'opération Grand site national, le Conservatoire du littoral a engagé une politique intense d'acquisition  (aujourd'hui 50 % des côtes lui appartiennent). La côte est longée par le sentier des douaniers (GR 223).

### Géologie
On y rencontre des gneiss icartiens de 2,080 milliards d'années. De la plus jeune roche icartienne à la plus ancienne roche cadomienne connue, tout un pan de l'histoire de la Terre est oblitéré (voir Géologie de la France : Domaine cadomien).
Dans l'Est de l'Europe et en Scandinavie, le craton est-européen (en) recèle des roches encore plus anciennes,.

### Faune et flore

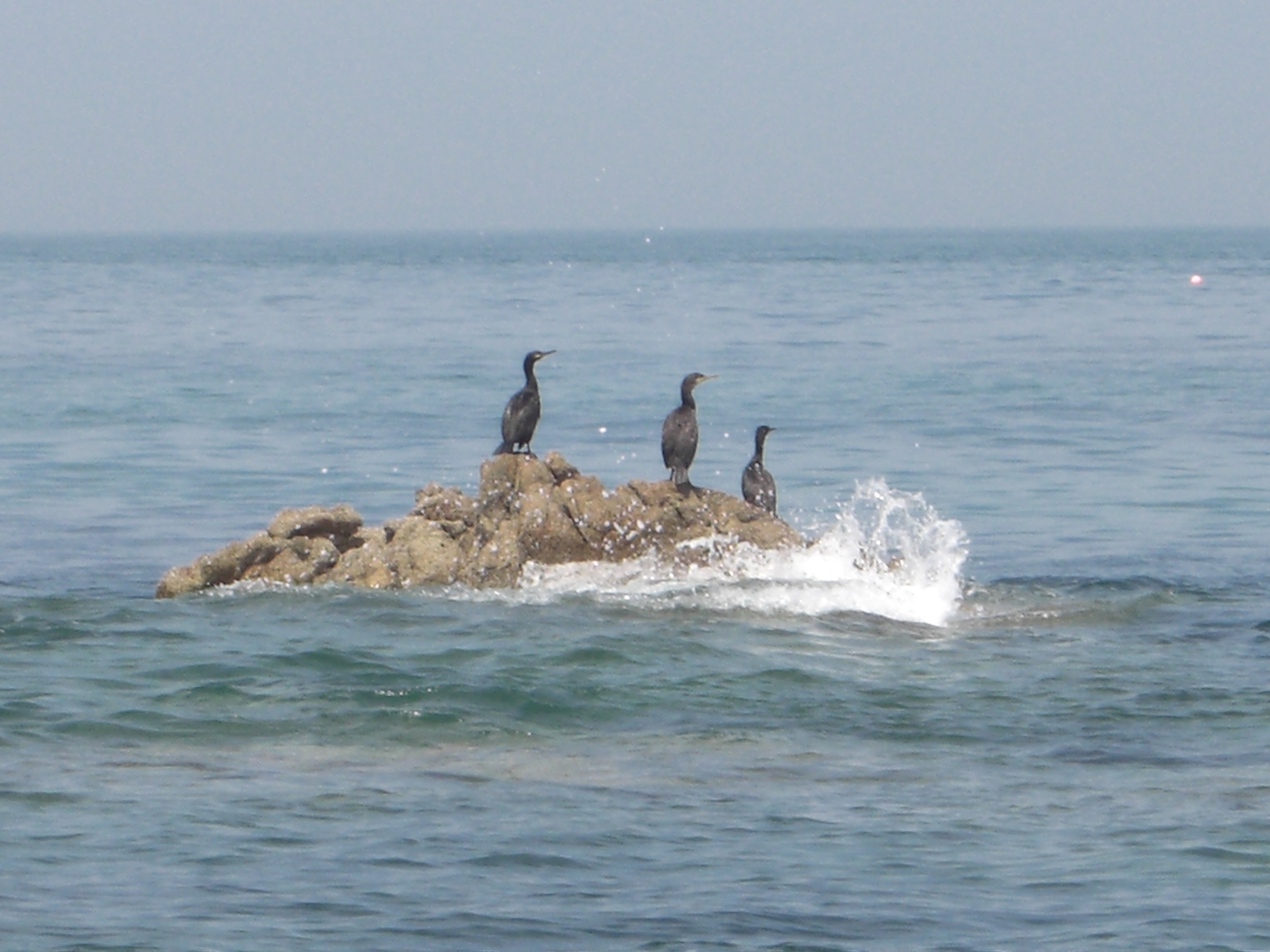
Cormorans huppés.

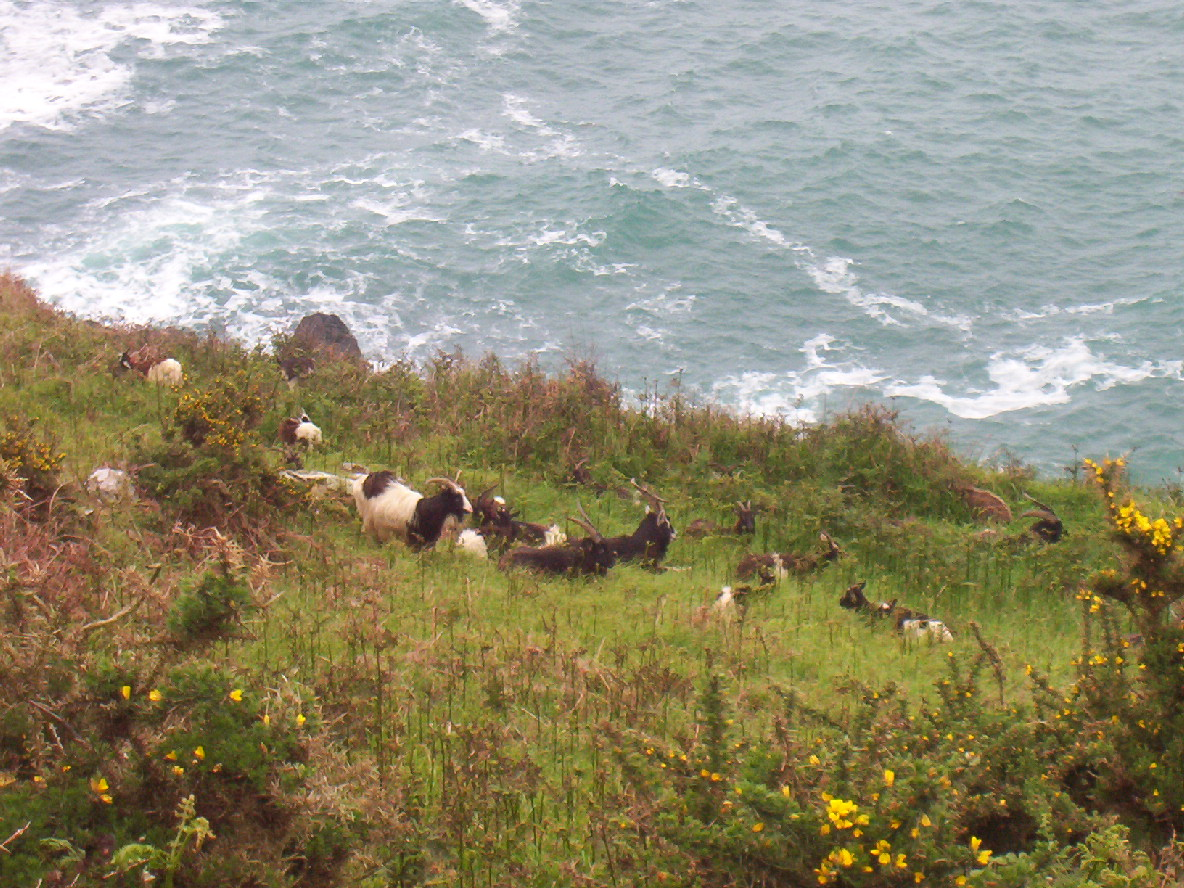
Chèvres sauvages.

La péninsule haguaise est principalement un pays de landes (et de bocage à l'intérieur des terres), formées de fougères, bruyères, genêts, ajoncs (de Le Gall et d'Europe). Sur la côte, on trouve dans les haies d'aubépines, chênes, frênes, sycomores, sureaux. Il existe également une concentration d'ormes dans les haies de la côte nord, malheureusement très atteints par la graphiose.
Les falaises sont recouvertes de lichens, noirs et orangés, de salicornes, d'asperges prostrées, de statices de l'ouest et de carottes à gomme. Les corniches accueillent pelouse rase, arméries maritimes et Silènes maritimes. Aux abords des plages sont présents le chou marin, objet d'une protection, la véronique en épi, l'œillet de France.
Dans les jardins protégés des vents marins par de hauts murs, on trouve traditionnellement nombres d'hortensias, des camélias, et quelques palmiers. La Hague possède plusieurs réserves ornithologiques (le nez de Jobourg, les Herbeuses...), où se côtoient les goélands (argentés et marins), les fous de Bassan, les grands corbeaux, les fulmars boréals, les mouettes tridactyles, les cormorans, les foulques . La réserve naturelle nationale de la mare de Vauville accueille plus de 140 espèces d'oiseaux : migrateurs (comme la fuligule morillon ou le Pipit farlouse), canards (colverts, sarcelles...), gravelots, ou encore hérons. Nichent également dans la Hague quelques rapaces comme le busard des roseaux et le faucon crécerelle.
Outre les oiseaux, on trouve également des batraciens (crapauds accoucheurs, rainettes vertes) et des petits reptiles (lézards verts, orvets…). grands dauphins et marsouins sont présents au large. Les tunnels militaires du Castel-Vendon abritent des colonies de chauves-souris. Depuis une vingtaine d'années, les falaises de Jobourg abritent une harde de chèvres sauvages[réf. à confirmer]. Traditionnellement, chaque ferme avait quelques chèvres afin de nettoyer landes et haies. L'usage se perdant avec la mécanisation, ces animaux ont été peu à peu laissés à la vie sauvage, formant un troupeau qui arpente le chemin des douaniers. Elles permettent l'entretien nécessaire de la lande et sont à ce titre, désormais protégées par le Conservatoire du Littoral.
Concernant l'élevage, les vaches omniprésentes comme dans toute la Normandie, partagent les prés avec les moutons roussins (qui font l'objet d'une foire annuelle à Jobourg), et quelques ânes du Cotentin et ânes normands.

## Toponymie
De manière traditionnelle, le mot Hague se prononce [χag], le h aspiré étant une consonne fricative uvulaire sourde dans le nord du Cotentin, c'est-à-dire prononcé avec une forte expiration qui le rapproche du [r] à l'instar du Ach-Laut allemand ou la Jota espagnole (voir Consonne fricative uvulaire sourde : En français).
Le nom de la presqu'île est attesté dès 1027 sous la forme Haga (Fauroux 58), Haga en 1057 (Adigard des Gautries), [Nigelli de] Haga en 1079 - 1087 (Lucien Musset).
La présence de l'article défini féminin indique une formation toponymique médiévale, ce qui va dans le sens des attestations les plus anciennes qui ne témoignent pas d'une grande antiquité.
Le mot hague est un ancien terme dialectal normand. Il est issu du norrois haga, accusatif indéfini de hagi  (« enclos, terrain clos, prairie, pâture ») — cf. islandais hagi (« pâture, prairie »), norvégien hague (« jardin, pré clôturé »), et aussi allemand Gehege  (« enclos ») — sorti de l'usage, sauf à Jersey où il désigne, au pluriel, des « champs limités par un talus ». Il ne subsiste ailleurs en Normandie que comme nom de lieu ou élément de nom de lieu dans la toponymie normande, sous la même forme la Hague, les Hagues, la Haguette, etc. On le trouve aussi, utilisé de manière absolue, dans la toponymie islandaise, par exemple : Hagi (au nord du pays).
Il existe deux composés en Hague- et -hague dans la Hague, à savoir : le Haguedic « levée de terre de la hague » (cf. ancien Haggedick, Angleterre) sur le vieux norrois díki « retranchement, tranchée » (cf. le Dick, le Dic, etc.) et le Tohague à Beaumont-Hague (l'Estohague 1456), c'est-à-dire stóð-hagi « enclos, pâture pour les chevaux » sur stóð « troupeau de chevaux » (cf. islandais stóð « troupeau de chevaux > troupeau » et le nom propre relevé en vieil islandais stóðhaga [datif de -hagi] « pâture pour les chevaux »).
D'autres hypothèses ont été émises :

François de Beaurepaire préfère comme étymon le vieil anglais haga de sens proche et qui a donné l'anglais haw, quant à René Lepelley, il émet une hypothèse en opposition avec celle formulée par la plupart des toponymistes, à savoir le vieux norrois haka (accusatif défini hǫku) « menton » qui aurait été utilisé au sens de « promontoire ». Cependant, il y plusieurs objections à cette suggestion : les formes anciennes sont toutes du type haga (d'ailleurs on explique mal pourquoi un hypothétique *haka serait devenu haga, la toponymie normande contient en effet de nombreux exemples où [g] est passé à [k], mais pas l'inverse). En outre, il n'est pas référencé dans la toponymie des pays nordiques et du Danelaw avec ce sens. Enfin, les autres Hague et dérivés de la région, ainsi que le nom propre hague ont bien des sens proches de hagi. Il existe par ailleurs le microtoponyme Hoc au sens de « cap, pointe », d'où les nombreuses tautologies : la pointe du Hoc (cf. pointe du Hoc). Ce mot est issu du vieil anglais hōc qui a parfois ce sens, tout comme son descendant l'anglais hook. Il est apparenté au vieux norrois haka. La dernière théorie est celle de Vincent Carpentier qui propose le francique *hagja « haie », qui ne peut être retenu pour des raisons phonétiques : il aboutit à haie en français comme en normand, et dans certains dialectes (poitevin, berrichon…) à age, mot conservé en français au sens de « flèche de charrue ». Dans aucun cas, le [g] de *hagja n'est susceptible de se maintenir sous cette forme. Cette hypothèse est pourtant parfois évoquée pour expliquer le nom commun hague attesté en français dans un sens proche, alors que ce mot rare est visiblement un mot normand. D'ailleurs Frédéric Godefroy qui référence ce mot dans son Dictionnaire commet une erreur d'interprétation quand il cite la phrase d'un texte normand de 1341 « Le chevalier disoit et affermoit que toutes les choses venantes et arrivantes a verec a la coste e a l'estande de la mer, en la parroisse d'Anderville, en la hague, lui appartenoit ». Il s'agit manifestement du nom propre La Hague dans l'expression Anderville en la Hague, c'est-à-dire Auderville dans la Hague.

## Histoire

### Préhistoire
Le site acheuléen de la Roche Gélétan à Saint-Germain-des-Vaux a été occupé par des pré-Néandertaliens vers 300 000 av. J.-C. Il s'agit, avec le site de la Mondrée à Fermanville, du plus vieil habitat en Normandie. Une deuxième vague d'habitants a laissé plusieurs sites vers 100 000 av. J.-C.

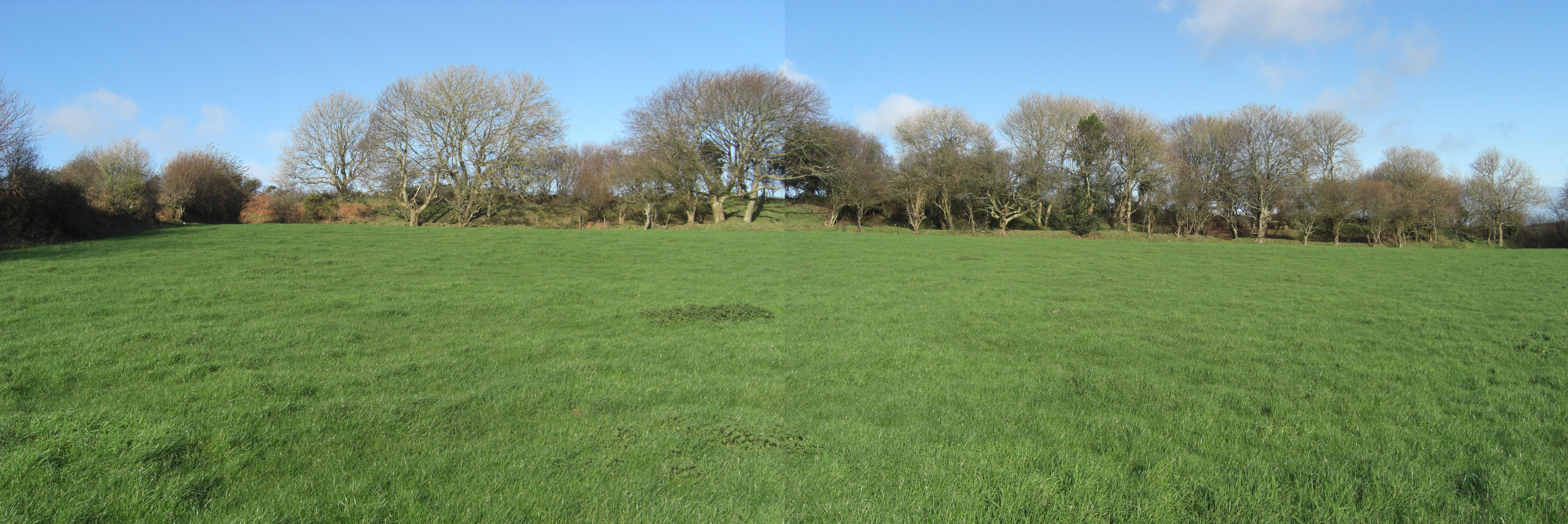
Le Hague Dike (fossatum de Hagedith 1232, vieux norrois díki « fossé rempli d'eau, embanquement, canal » cf. islandais díki)

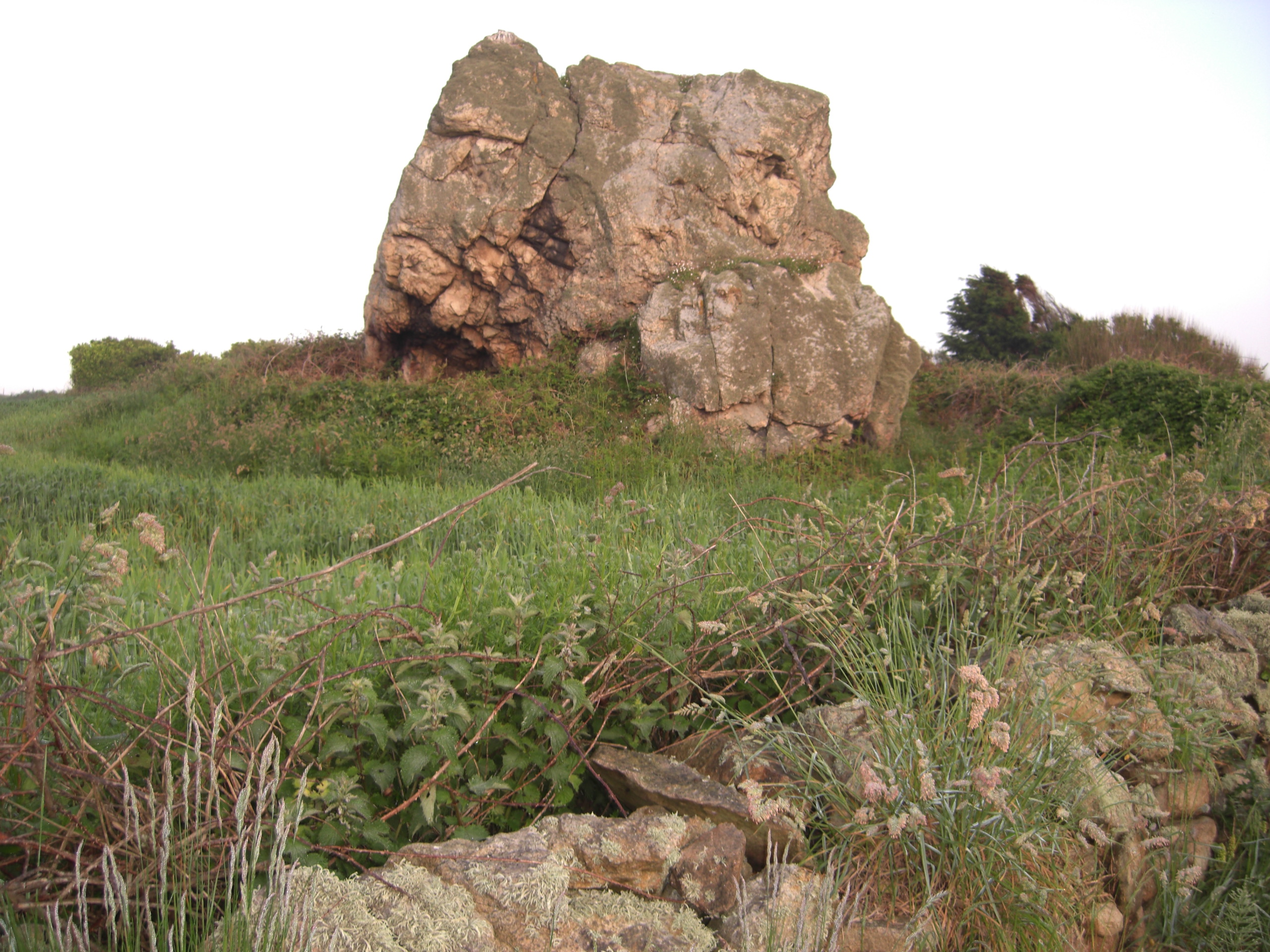
La Roche Gélétan (rocam le Jalestain vers 1200, *Jarlsteinn : Jarl + steinn « rocher, roc, pierre »)

Le monument préhistorique du Hague-Dick (1000 av. J.-C.) barre la Hague d'ouest en est. Il est maintenant prouvé que le Hague-Dick servait à protéger les habitants de la pointe contre les attaques venant du continent. Le Hague-Dick(e) sépare la « pointe » du reste de la Hague. Il a été réutilisé à diverses époques comme ouvrage défensif jusqu'à la période Viking. Ensuite sa ligne de crête a servi de chemin. Le meilleur endroit pour en voir les vestiges est sur la route de Digulleville à Beaumont.
Sous l'Ancien Régime, le doyenné de la Hague comprenait toutes les communes entre les rivières Divette (coulant à Cherbourg) et Diélette. Le nom de ces communes était généralement suivi du mot Hague, ou de la mention "dans la Hague" dans les actes officiels, et ce depuis les années 1300.
L'étude des cadastres montre une lente évolution de l'agriculture vers l'intensification au XIXe siècle
Aujourd'hui le territoire de La Hague fait l'objet d'un vaste programme d'étude des données archéologiques conduits par Cyril Marcigny.

### Influence maritime et isolement territorial

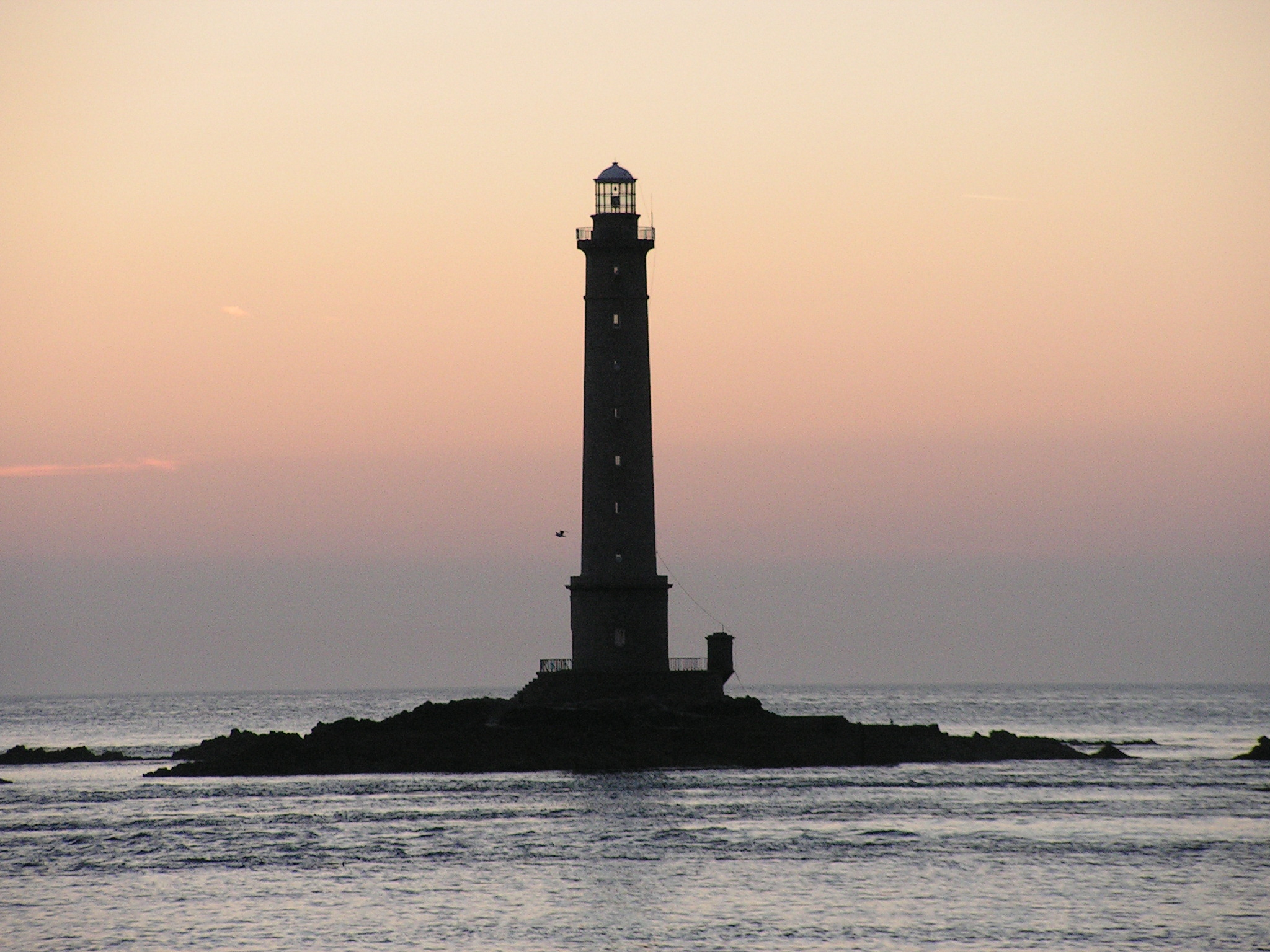
Le phare de la Hague, Goury, Auderville

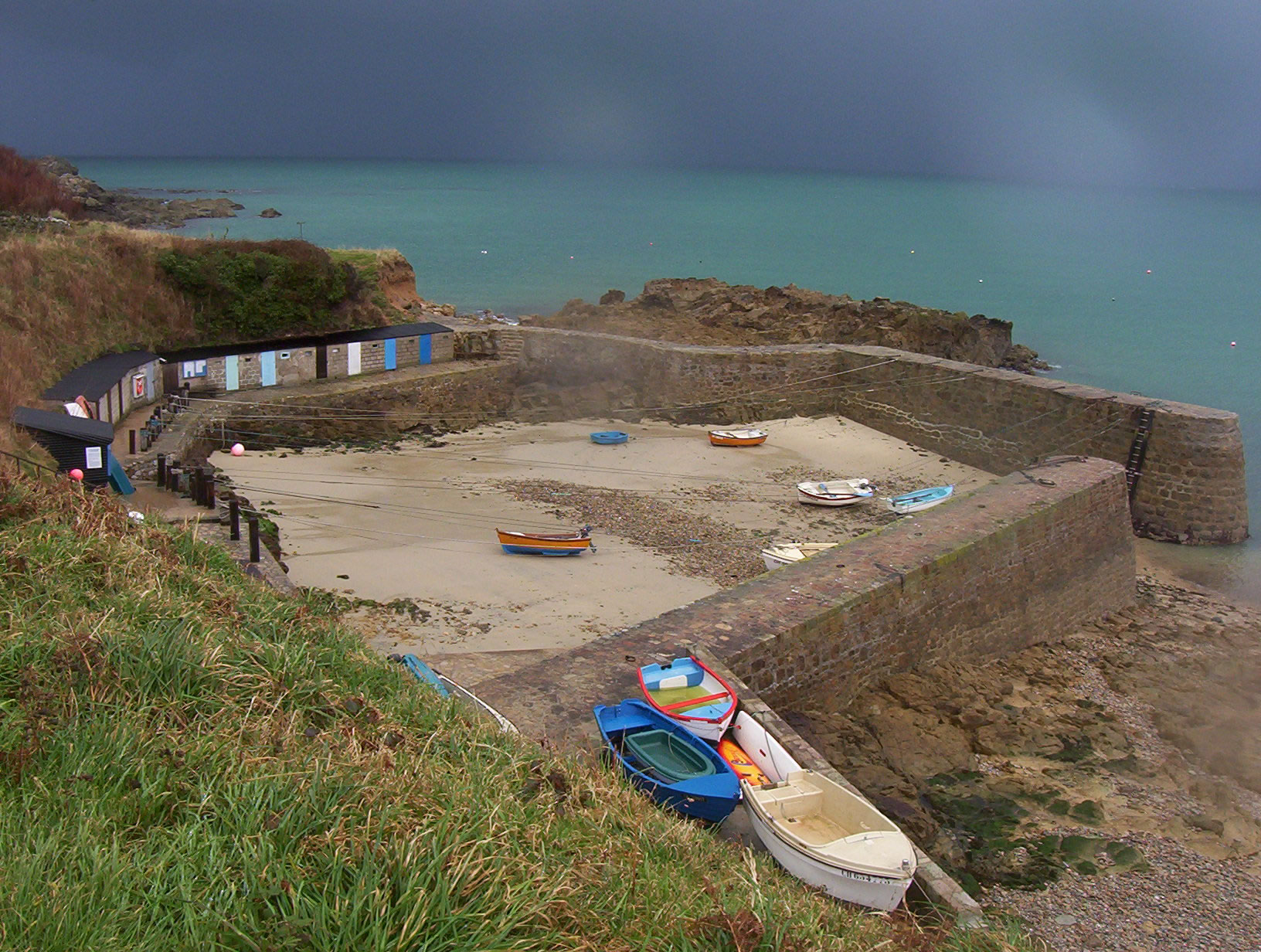
Le port Racine, Saint-Germain-des-Vaux

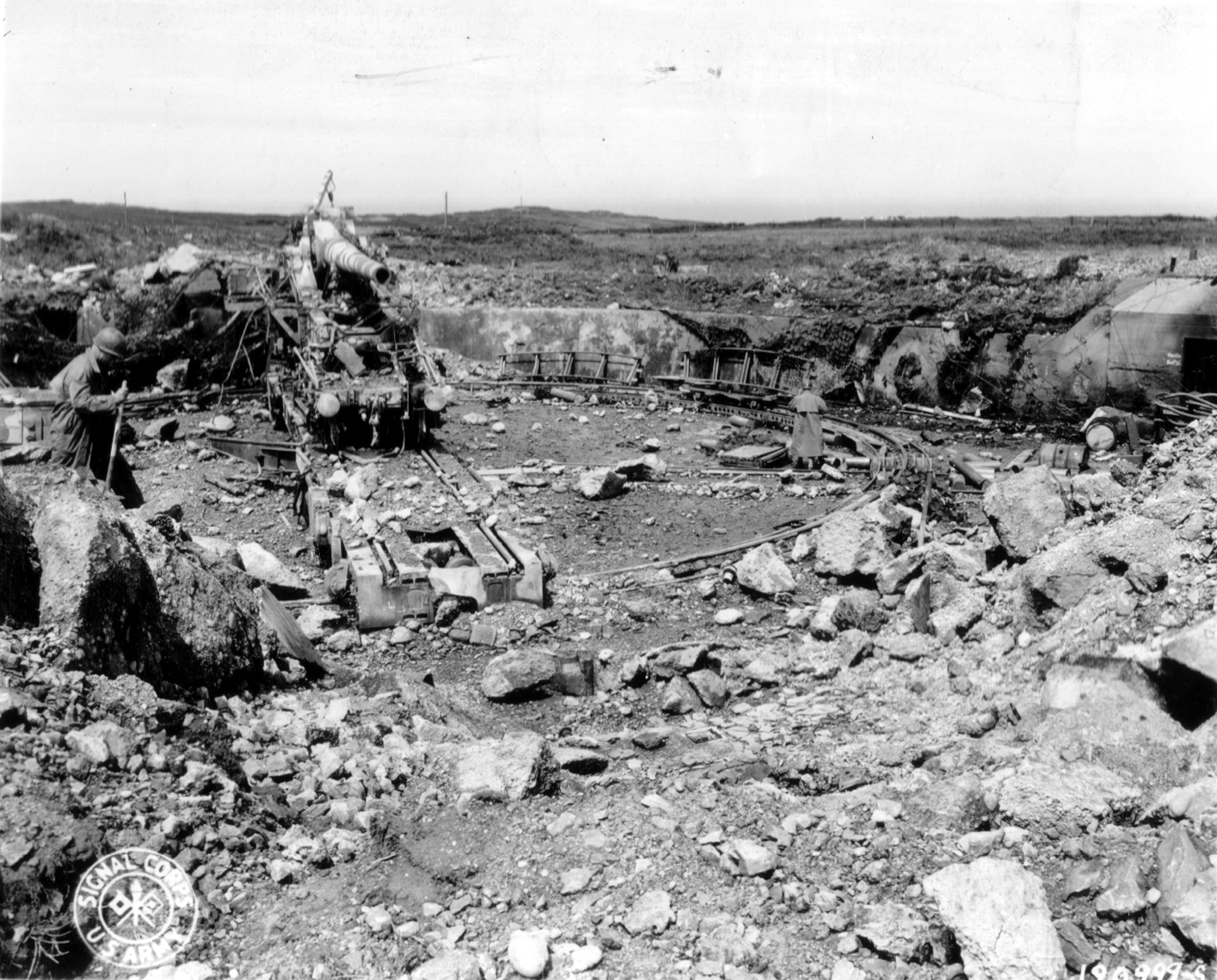
Batterie d'Auderville Laye en 1944

En 56 av. J.-C., les légions romaines ont vaincu la tribu locale des Unelles, dont  Coriallo ou Coriovallo était l’oppidum, lieu correspondant vraisemblablement à Cherbourg.
Des traces d'un camp romain du Bas Empire (à Jobourg) et de villas gallo-romaines ont été identifiées par l'archéologie. Cependant la plupart des noms de lieux, notamment les microtoponymes, antérieurs à la fin du Moyen Âge attestent au contraire d'une forte colonisation d'origine nord germanique : soit par des Saxons, soit par des Vikings, ou encore par des fermiers anglo-scandinaves et anglo-saxons. En raison du nombre de racines proches dans les langues scandinaves et saxonnes, il est parfois difficile de les distinguer.
La région relevait de l'évêché de Coutances, mais les évangélisateurs de la Hague venaient d'Irlande ou d'Angleterre. Ainsi Saint Germain  dit "le Scot" ou encore "à la rouelle" (425? - 480 ?) était soit prince Irlandais soit le fils d'un mercenaire alaman dans les armées des Iles Britanniques. La rouelle serait en fait un coracle, petit bateau rond existant encore en Irlande. Saint Germain partit ensuite vers l'est et ses efforts de conversion se sont surtout tournés vers des communautés saxonnes qui étaient païennes. On peut donc penser qu'il a débarqué dans la Hague en raison de la présence d'une telle communauté. Saint Clair (845-884) s'est d’abord installé à Nacqueville en venant d'Angleterre. Une des caractéristiques du pays est que les plus anciennes églises étaient au bord même de la mer (à Saint-Germain-des-Vaux, Dielette, Carteret). Le dernier évangélisateur de la région est le bienheureux Thomas Hélye, décédé à Vauville au XIIIe siècle.
Le caractère insulaire et les difficultés du trajet pour s’y rendre avaient donné à la Hague la mauvaise réputation d'être un pays de fraudeurs en particulier sous l'Ancien Régime. Il faut dire que la proximité des îles Anglo-Normandes facilitait la contrebande, qui était de deux types : celle du textile, au XVIIe siècle, et celle du tabac au XIXe siècle. La première était le fait de quelques nobles, dont le plus célèbre est probablement le Chevalier de Rantot. Ils s'opposaient au monopole des manufactures normandes imposé par Colbert. Plusieurs bandes organisées dont faisaient partie des agriculteurs et des pêcheurs se livraient à la contrebande de tabac. C’est pourquoi on trouve encore dans les murs de la Hague des caches à tabac, celles domestiques (de petite dimension, auprès des maisons, recueillant le tabac pour une consommation familiale) et des grandes caches, celles dissimulant les ballots de tabac tressés de plusieurs kilos. Mais la forte présence des douaniers et le renforcement des peines encourues mit fin peu à peu à la contrebande au début du XXe siècle. Le chemin des douaniers qui longe la côte (GR 223) constitue la trace visible de cette ancienne activité.
Les Haguais avaient également la sinistre réputation d’être des naufrageurs, bien qu'aucune recherche historique menée sur ce sujet n’ait jamais abouti à des résultats véritablement concluants. En revanche, la population pauvre avait bien l'habitude d'« aller à gravage », c'est-à-dire fréquenter les plages après les grosses tempêtes, pour ramasser les marchandises échouées ou passées par-dessus bord, et de récupérer le bois des bateaux échoués. Aussi lit-on dans un rapport de la maréchaussée de Valognes en 1748 : « C'est un pays de landes et de rochers, où l'on a pratiqué quantité de cavernes servant de retraites aux voleurs, assassins et fraudeurs, qui attendent avec assurance et tranquillité le moment favorable pour passer aux Iles voisines. Les plus grands chemins de ce canton sont de deux ou trois pieds, des deux côtés desquels se trouvent des précipices. Les habitants sont gueux, mauvais, fraudeurs insignes, et ne vivent que de brigandages. Il y a des paroisses où les commis aux aides et les employés dans les fermes ont été un temps considérable sans oser y aller ; ils n'y vont même pas encore volontiers.  »
Le 7 janvier 1700, le météore Ignès tombe, 1 heure après le lever du jour, faisant un grand bruit, faisant trembler les maisons de Saint-Germain-des-Vaux, d'Auderville et de la Hague. Le météore serait tombé dans la mer près de l'île d'Aurigny. Le phénomène est aperçu à Cherbourg et Valognes.

### Seconde Guerre mondiale
Durant l'Occupation allemande, la Hague était une zone interdite, où seuls les habitants pouvaient accéder, avec un laissez-passer particulier. Le territoire d'Auderville et de Saint-Germain-des-Vaux était particulièrement surveillé, en raison de leur position stratégique face à l'Angleterre et des importants stationnements militaires. La route reliant les deux communes était ainsi entièrement interdite aux civils, tandis qu'un couvre-feu à partir de 20 h couvrait tout le canton, avec obligation de cacher par des rideaux toute lumière intérieure qui aurait pu aider l'aviation alliée. Outre les nombreuses casemates construites tout au long de la côte pour prévenir un débarquement, une imposante batterie était installée au Castel Vendon pour participer à la défense de la forteresse de Cherbourg, une autre au village de Laye à Auderville faisant face à celle de l'île anglo-normande d'Aurigny où se trouvaient quatre camps de concentration.
Le 27 mai 1944, la Hague subit de lourds bombardements meurtriers. Le 6 juin les Américains débarquent dans le sud-est du Cotentin. Après la prise de Cherbourg, le 26 juin, le Kampfgruppe Kiel, composé de 6 000 hommes, se retrouve isolé dans la presqu'île. Le 29 juin, la 9e division d'infanterie américaine attaque les positions allemandes soutenues par l'artillerie et des chasseurs P-47. Si les Alliés prennent Vauville qui était coupé en deux depuis 10 jours, ils se trouvent bloqués de Beaumont-Hague à Gréville (secteur défensif de Westeck) où se trouve la batterie de Castel-Vendon. Les bombardiers B-26 bombardent intensément les positions allemandes le lendemain et les 47e et 60e régiment de la division américaine prennent les positions allemandes une à une. Gréville, Beaumont-Hague et Jobourg sont libérées dans la journée du 30 juin. Les canons de l'US Army prennent alors position à Jobourg pour pilonner les installations d'Auderville, dont le radar. Auderville, puis Saint-Germain et Digulleville sont alors libérées la matinée suivante. La bataille du Cotentin est terminée même si près d'un an après, dans un baroud d'honneur alors que les troupes alliées envahissent l'Allemagne, Auderville essuie le 11 avril 1945 une pluie d'obus allemands tirés depuis l'île d'Aurigny encore occupée et qui ne capitule que le 16 mai.

### Le développement économique par le nucléaire

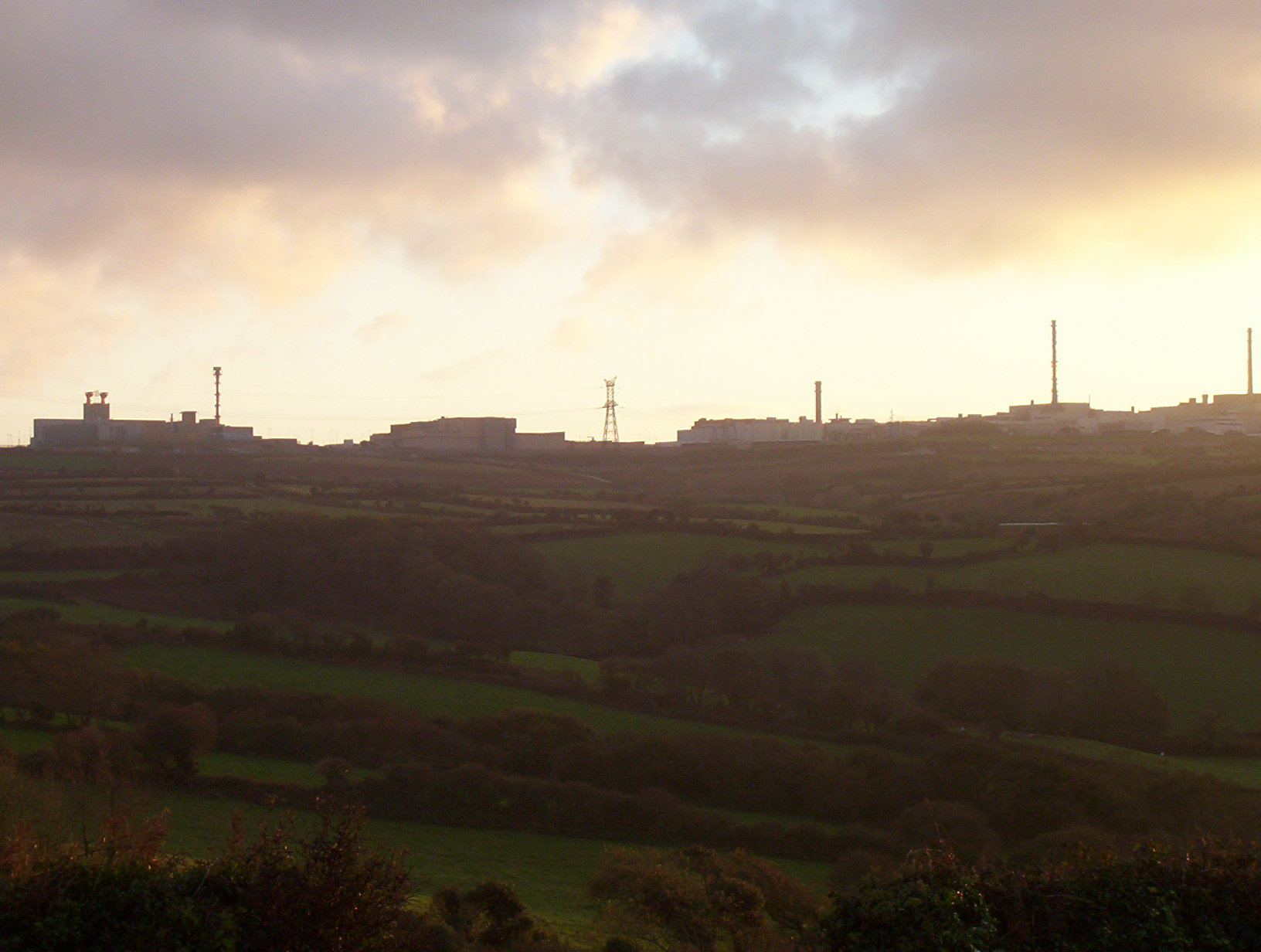
Usine de retraitement Areva NC - La Hague

Pendant des siècles, la vie dans la Hague n'a pas énormément varié. La ressource principale est l'agriculture (élevage et polyculture), permettant une relative autarcie. L'industrialisation des techniques a peu de prise sur ses petites parcelles difficiles à travailler, aux mains de nombreux petits exploitants. La pêche est souvent une ressource complémentaire aux agriculteurs (on parle des agriculteurs-pêcheurs ou crateurs), rarement un métier à part entière, excepté à Omonville-la-Rogue, Goury et Diélette.
Isolée, la presqu'île est longtemps restée éloignée du tourisme, mise à part la station balnéaire d'Urville-Hague au début du XXe siècle, détruite lors des bombardements de 1944.
La marine était souvent la seule possibilité d'échapper au destin agricole, du fait de la proximité du port militaire de Cherbourg et de son arsenal. Mais les années 1960 ont vu l'implantation de l'usine de retraitement de la Hague qui a bouleversé l'aspect du plateau central. Cette installation fait venir du personnel extérieur à la région, et apporte des ressources nouvelles que l'agriculture n'aurait pu procurer.
En effet, on voit en 1960 quelques ingénieurs inspecter les landes de Jobourg et Omonville-la-Petite, selon eux pour l'implantation possible d'une usine de plastique, ou de casseroles. La décision de construire l'usine atomique du Commissariat à l'énergie atomique sur les hauteurs de la Hague est alors prise, sans la moindre information des élus locaux, laissant les populations locales, sinon dans l'ignorance, au moins dans le flou, que le classement "secret défense" de l'installation accentue.
Deux raisons techniques sont avancées pour ce choix : un socle géologique ancien (allant jusqu'au Paléoprotérozoïque) et stable, donc à l'abri des tremblements de terre, et la présence de courants marins et vents forts, propices à l'évacuation et à la dispersion des effluents. On peut également penser que la faible densité de population, la situation excentrée et l'isolement de cette presqu'île ont paru autant d'atouts pour son acceptation et en cas d'accident nucléaire relâchant des matériaux radioactifs.
En 1962, le CEA commence à acheter à prix d'or des terrains de landes, parfois labourés au moment de la vente pour en tirer un meilleur prix. Les 190 hectares sont acquis sans aucune expropriation, malgré 150 propriétaires, tant ces fortes sommes ont permis à certains de moderniser leurs exploitations, voire de se reconvertir. Plusieurs de ces propriétaires ont négocié en plus de la valeur des parcelles, leur entrée comme salarié de l'usine ou celle d'un fils.
En parallèle des premiers travaux, le CEA pour être accepté et rassurer, développe une campagne de lobbying, auprès des élus et des élites religieuses. Ainsi les notables du canton ont-ils pu visiter en grande pompe les sites de Marcoule et de Saclay. La fierté d'accueillir une technologie de pointe, les difficultés du milieu agricole, et le licenciement en 1962 des derniers mineurs à la fermeture de la mine de fer de Flamanville-Dielette finissent de convaincre la population. Ainsi en 1966, les premiers châteaux de combustible irradié arrivent sans la moindre contestation de la centrale nucléaire de Chinon.
En 1969, Infratome cherche à la demande du CEA un lieu pour l'enfouissement des déchets faiblement radioactifs. Le site de la Hague semble parfait. Mais aucune commune ne veut devenir une décharge. Pourtant, le maire de Digulleville accepte d'accueillir ce qui sera le Centre de stockage de la Manche en bordure de l'usine de retraitement. Passé sous le giron de l'ANDRA en 1991, il a reçu son dernier colis en 1994, et est depuis en phase de surveillance, pour 3 siècles.
Le 1er juin 1976, l'usine atomique du CEA devient usine de retraitement de la COGEMA. L'activité devient civile, le secret défense se lève un peu, et surtout, la taxe professionnelle et les impôts locaux sont exigibles. Face à cette manne financière sans précédent, qui aurait dû profiter essentiellement aux communes de Jobourg et d'Omonville-la-Petite, et aux équipements qu'il faut mettre en place pour l'accueil de la nouvelle population, les élus du canton ont décidé la constitution d'un district, qui naît en 1977.
Les mouvements écologistes ne se font pas entendre à l'époque. Les premières mobilisations répondent au projet d'implanter une centrale électronucléaire à Flamanville. Le site est occupé plusieurs jours à la fin des années 1970. Les manifestations contre les transports nucléaires vers la Cogema se développent au début des années 1980. Le désengagement des militaires délie quelques langues, et la CFDT provoque un mini-scandale en produisant un film critique traitant du travail en milieu confiné.
L'ouverture de l'usine entraîne l'arrivée de nouvelles populations. En même temps que l'agrandissement de l'usine (UP3), il est donc décidé de lancer le "grand chantier", pour construire logements, écoles et infrastructures. Alors que le canton vieillissait et vivait d'une petite agriculture autarcique, la population de la Hague s'accroît en quelques années, se rajeunit, se diversifie. Certains villages doublent leur nombre d'habitants en accueillant des cités, comme Coriallo à Beaumont-Hague, ou celle des Arbres à Omonville-la-Rogue. Auderville sera distinguée en 1984 du prix national de l'habitat pour la bonne gestion de l'arrivée de ces horsains. Mais le plus souvent, elles sont en périphérie des bourgs, ce qui ne facilitait pas le brassage. Pourtant, cet afflux d'une population nombreuse et atypique (beaucoup de cadres, chimistes ou scientifiques arrivent, dans une région constituée essentiellement d'agriculteurs, et de quelques ouvriers, militaires et petits notables locaux) a été digérée sans heurt et sans acculturation.
Au moment de la construction de l'usine de retraitement, des parties importantes de la côte ont fait l'objet de classements interdisant ou réduisant les possibilités de construction. Autour de l'usine, les franges côtières ont ainsi gardé un aspect traditionnel.
Aujourd'hui, le débat sur les avantages et les dangers de cette usine est étroitement lié au débat sur l'énergie nucléaire. Les mesures de sécurité en vigueur sur l'usine sont défendues par les "pro", tandis que les "anti" rappellent les nombreux accidents de son homologue anglaise de Sellafield, et l'impact négatif en termes d'image pour la région et ses productions issues de l'agriculture et de la pêche. La population locale est partagée entre la peur d'une pollution invisible, et la reconnaissance envers une industrie qui a transformé l'économie locale et tenu en vie une pointe promise à la désertification. À La Hague, l'exposition aux rayonnements ionisants reste très faible.
Le 28 janvier 2013, l'ASN met en demeure l'usine de retraitement de La Hague, dont soixante équipements présentent un « risque important pour la sûreté », elle note aussi des « lacunes sérieuses » dans la documentation, il s'agit du troisième avertissement en un an.

### La recherche d'une autre image

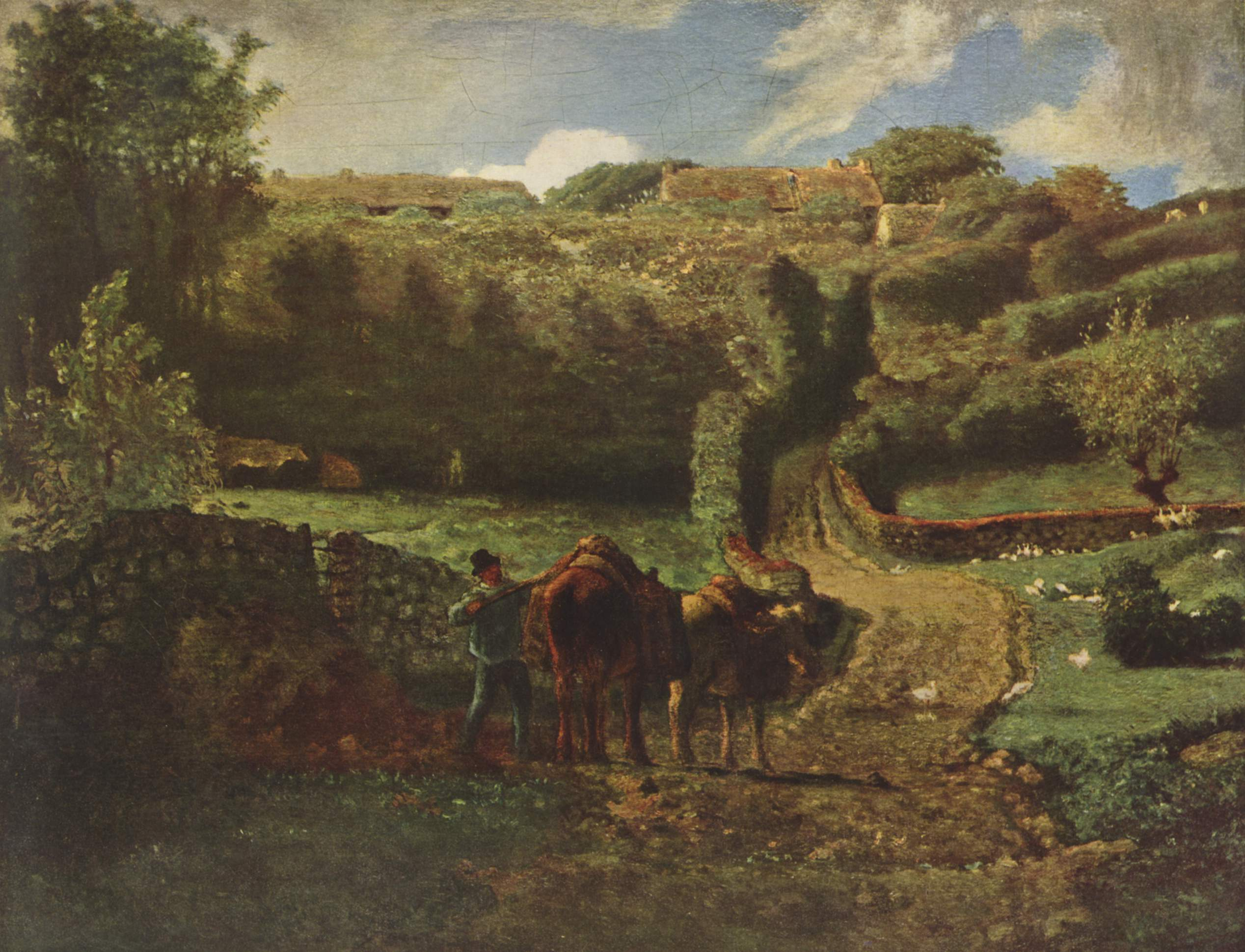
Le Hameau Cousin par Jean-François Millet

L'usine de la Hague, la centrale nucléaire de Flamanville et le chantier soumarin atomique de Cherbourg forment depuis les années 1970 le triangle du nucléaire du Cotentin.
Après avoir accueilli comme un soulagement l'usine, les élus locaux ont peu à peu pris conscience de la lourde contrepartie pour l'image de la région. L'usine de plutonium, puis l'usine atomique (désignée parfois les habitants comme « là-haut ») est devenue l'usine de Jobourg, avant que la Cogéma ne la nomme officiellement l’« usine de la Hague » et « Cogéma - La Hague », « Areva NC", puis "ORANO Recyclage ».
Les élus ont d'abord cherché à protéger la nature de la péninsule, en classant des parties importantes de la côte, interdisant ou réduisant les possibilités de construction. Jusqu'alors, l'isolement et une relative pauvreté avaient valu à la région de rester à l'écart des brassages de population. Après une première tentative au Nez de Jobourg en 1979, le littoral de la Hague est retenu en 1991 par le ministère de l’Environnement pour l'opération Grand site national. La Hague a pu conserver intact ses paysages avec ses murets de pierres sèches délimitant les parcelles depuis la Révolution, et son habitat traditionnel, en pierre avec des couvertures en lauzes cimentées de schiste bleu, regroupé en hameaux blottis au gré des reliefs pour se protéger des vents marins. Ainsi, aujourd'hui, les franges côtières, parsemées de quelques restes de blockhaus du Mur de l'Atlantique, ont gardé un aspect traditionnel, et plus de la moitié de la côte haguaise appartient au Conservatoire du littoral.
Depuis quelques années, les Haguais cherchent à accroître l'attrait touristique de la presqu'île, tout en gardant son caractère sauvage. Ils ont créé des équipements tels l'observatoire-planétarium Ludiver et le centre culturel du Manoir du Tourp, un centre régional des sports liés au vent au Camp Maneyrol de Vauville et un stade hippique. Ils communiquent autour des atouts de la région pour prouver que la Hague est plus que l'usine qui s'étale sur 2 % du territoire et n'emploie que 4 % de sa population. Avec le passage du sentier de grande randonnée 223, le cap de la Hague est aussi devenu un site propice à la pratique de la randonnée pédestre.
Le tourisme est aujourd'hui le troisième pourvoyeur d'emploi après l'industrie et la fonction publique territoriale et tend à devenir un des piliers majeur de l'économie locale. Pour accompagner cette mutation des ressources, l'Office de tourisme de la Hague a vu son statut juridique passer d'association à EPIC et intègre depuis 2007 le canton des Pieux sous la marque de destination Cap Cotentin. Cette nouvelle définition territoriale qui couvre désormais 34 communes, renoue ainsi davantage avec la cohérence géographique et culturelle de la Hague ancestrale ; celle du doyenné de la Hague. C'est donc tout autant ces villages restés authentiques dans leur site naturel préservé qu'il faut admirer que les quelques grandes maisons que sont les châteaux de Nacqueville et de Vauville, le manoir de Dur-Écu et le manoir du Tourp, et autres grosses fermes. On peut visiter les musées-maisons de village de Jean-François Millet et de Jacques Prévert. Des constructions récentes sur les crêtes, à l'abord des villages anciens ou proches de la mer menacent l'harmonie du paysage de la presqu'île que chantait en haguais, variante du cotentinais, le poète Côtis-Capel, né à Urville.

## La Hague dans les arts
Les paysages sauvages de la Hague sont accueillis les tournages de plusieurs films, parmi lesquels :
- La Dame de Monsoreau, de René Le Somptier (1920)
- Une vie, d'Alexandre Astruc (1958)
- Les Deux Anglaises et le Continent, de François Truffaut (1971)
- Tess, de Roman Polanski (1979)
- L'Étoile du Nord, de Pierre Granier-Deferre (1982)
- Le Rayon vert, d'Éric Rohmer (1986)
- Le Peuple migrateur, de Jacques Perrin (2001) (Mare de Vauville)
- Paul dans sa vie, de Rémi Mauger (2004)
- La Boîte noire, de Richard Berry (2005)
- Le Passager de l'été, de Florence Moncorgé-Gabin (2005)
- Vent mauvais, de Stéphane Allagnon (2007)
- L'Autre Dumas de Safy Nebbou (2009)
- Les Déferlantes, d'Eléonore Faucher, (2013)

Selon Philippe Quévastre, le premier film tourné dans la péninsule serait Les Enfants du Capitaine Grant, qui avait utilisé en 1913 les falaises de Gréville. En 2005, il dénombre 18 longs métrages tournés au moins partiellement dans le canton de Beaumont-Hague. Le rôle du décorateur de cinéma, Trauner, est important puisque, résidant à Omonville-la-Petite, il a fait venir plusieurs réalisateurs dans la Hague, comme Joseph Losey qui a tourné Les Routes du sud en partie dans la maison même de Trauner, mais aussi son ami Jacques Prévert, qui s'installe également dans ce village.
En matière littéraire, écrivains locaux et nationaux ont mis en scène la péninsule dans leurs ouvrages. Le linguiste et folkloriste normand Jean Fleury a relaté les nombreuses légendes de son pays, et étudie le normand de la Hague, langue dans lequel Côtis-Capel écrit plus tard ses poèmes. Albert Sorel situe l'action de son roman La Grande falaise dans la péninsule. Paul Vialar y place La maison sous la mer. Boris Vian parle de son enfance passé dans une villa à Landemer dans son journal et dans L'Arrache-cœur en 1953. Les poèmes en normand de Côtis-Capel. Didier Decoin, auteur parisien qui a élu domicile à la Roche, à Auderville, publie Les Trois vies de Babe Ozouf en 1983 (éd. Seuil), et Vue sur mer en 2006 consacrée à sa maison. Catherine École-Boivin s'est fait une spécialité de romans documentaires sur le passé agricole : Jeanne de Jobourg, parole d'une paysanne du Cotentin, 2001 ; Jean de la Mer : paroles d'un Mathieu-Sala du Cotentin et La Hague, Embruns de mémoires, 2002 ; La Petite Misère. Claudie Gallay situe Les Déferlantes (Éditions du Rouergue, 2008) à Auderville, Nicolas Fargues le Roman de l'été (POL, 2009) dans la Hague sans donner de toponymes précis.
La Hague est le pays natal du peintre Jean-François Millet, qui a immortalisé sur ses toiles les églises de Gréville-Hague et de Jobourg, les hameaux Gruchy et Cousin, le prieuré de Vauville, les falaises de Gréville et le Castel Vendon.